# Llista de peixos del riu Òder

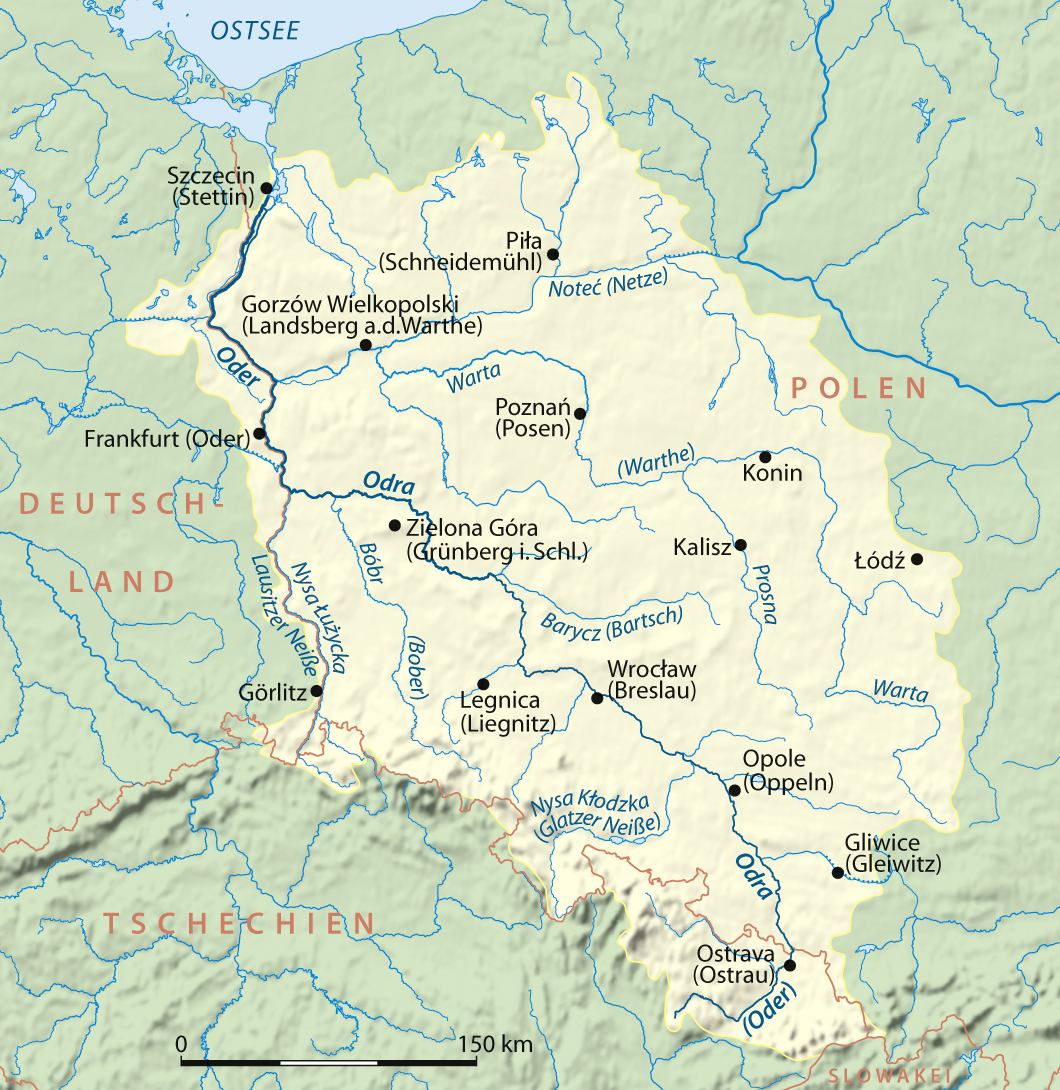
Conca del riu Òder a Txèquia, Polònia i Alemanya

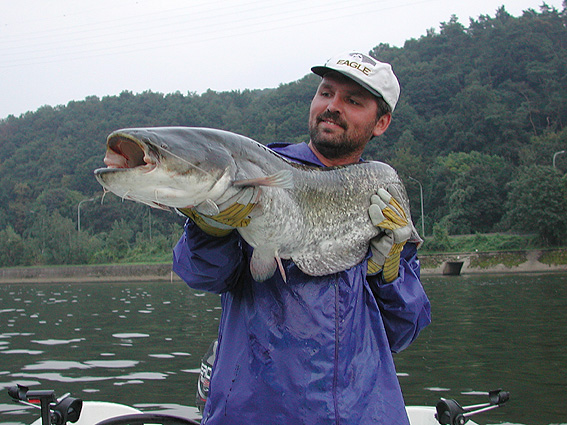
Silur (Silurus glanis)

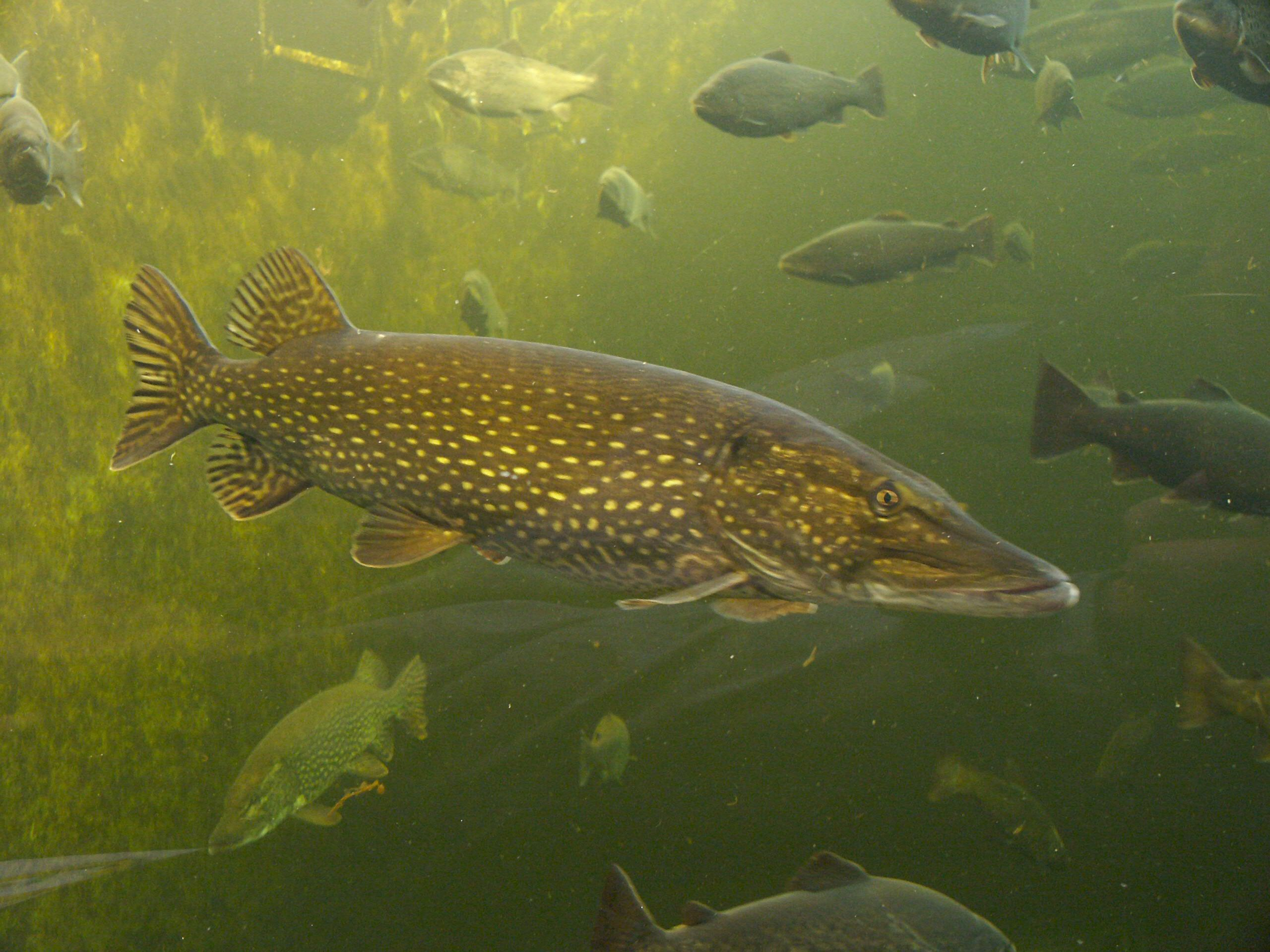
Lluç de riu (Esox lucius)

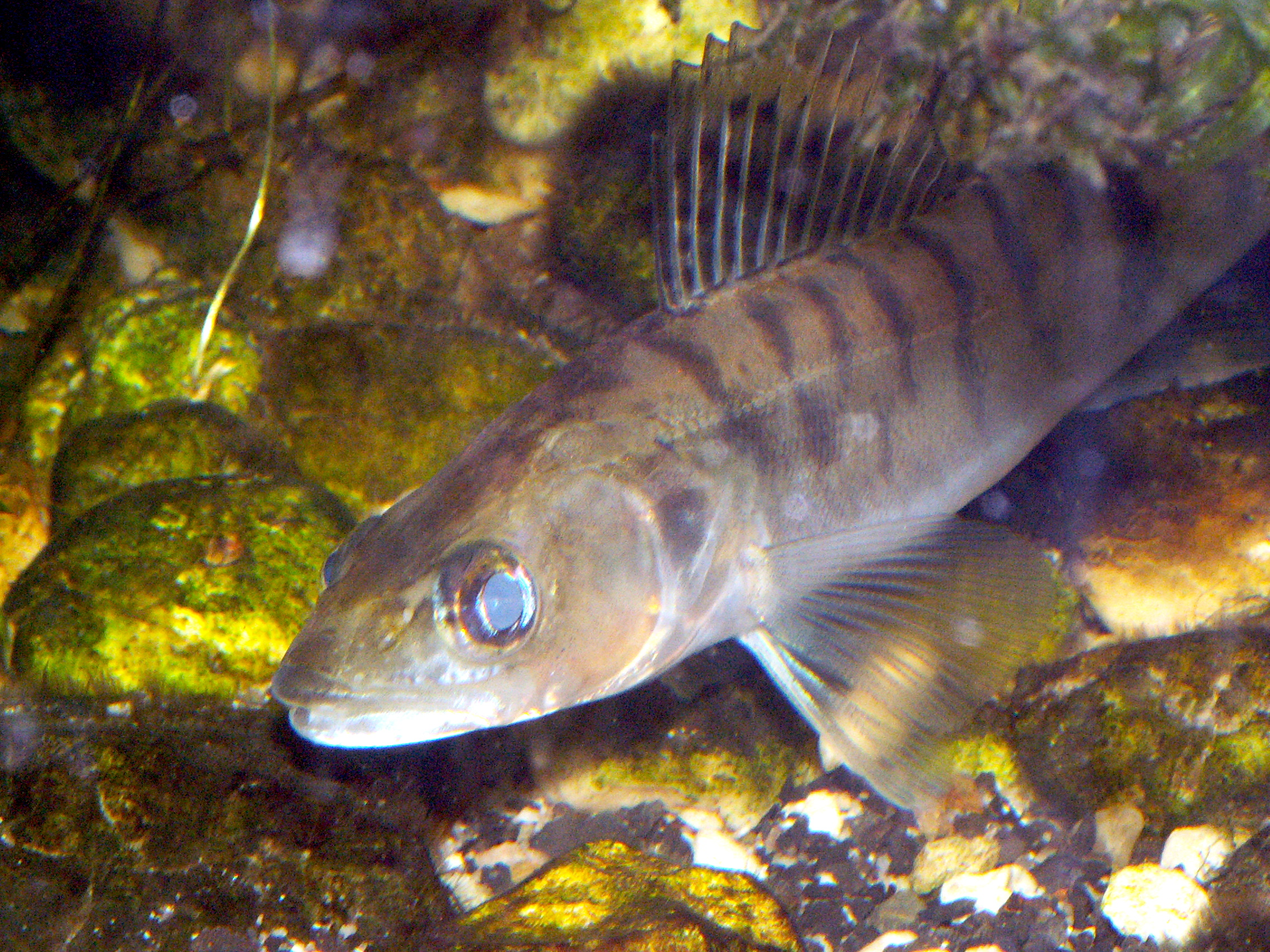
Lucioperca (Sander lucioperca)

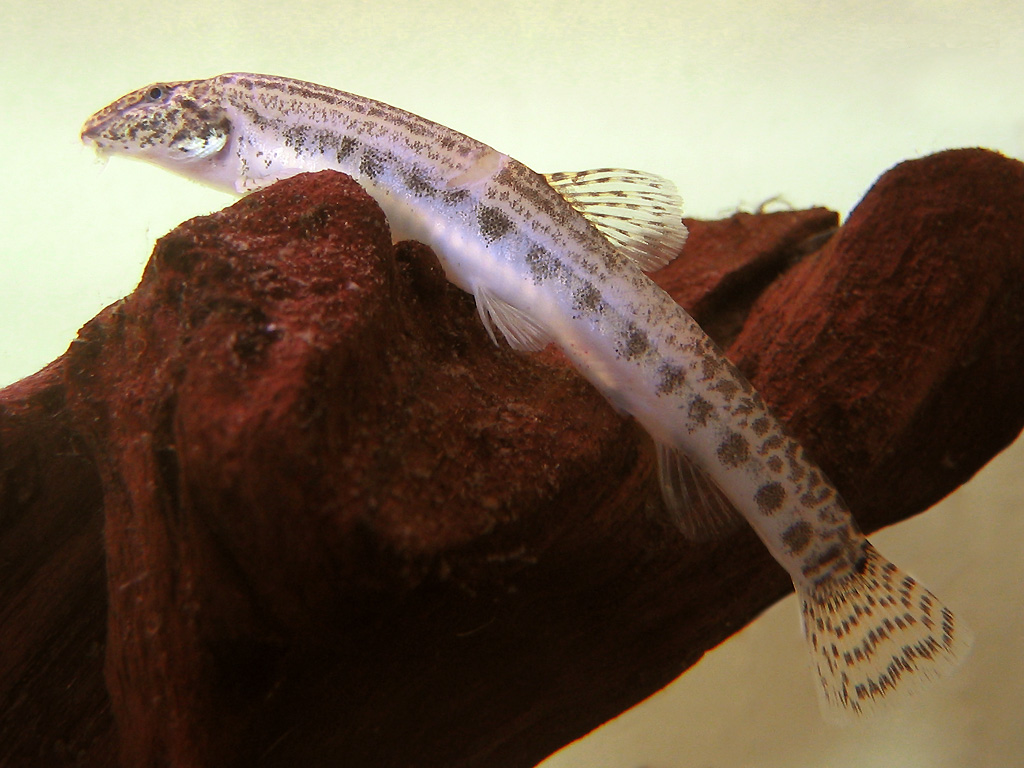
Gatet (Cobitis taenia)

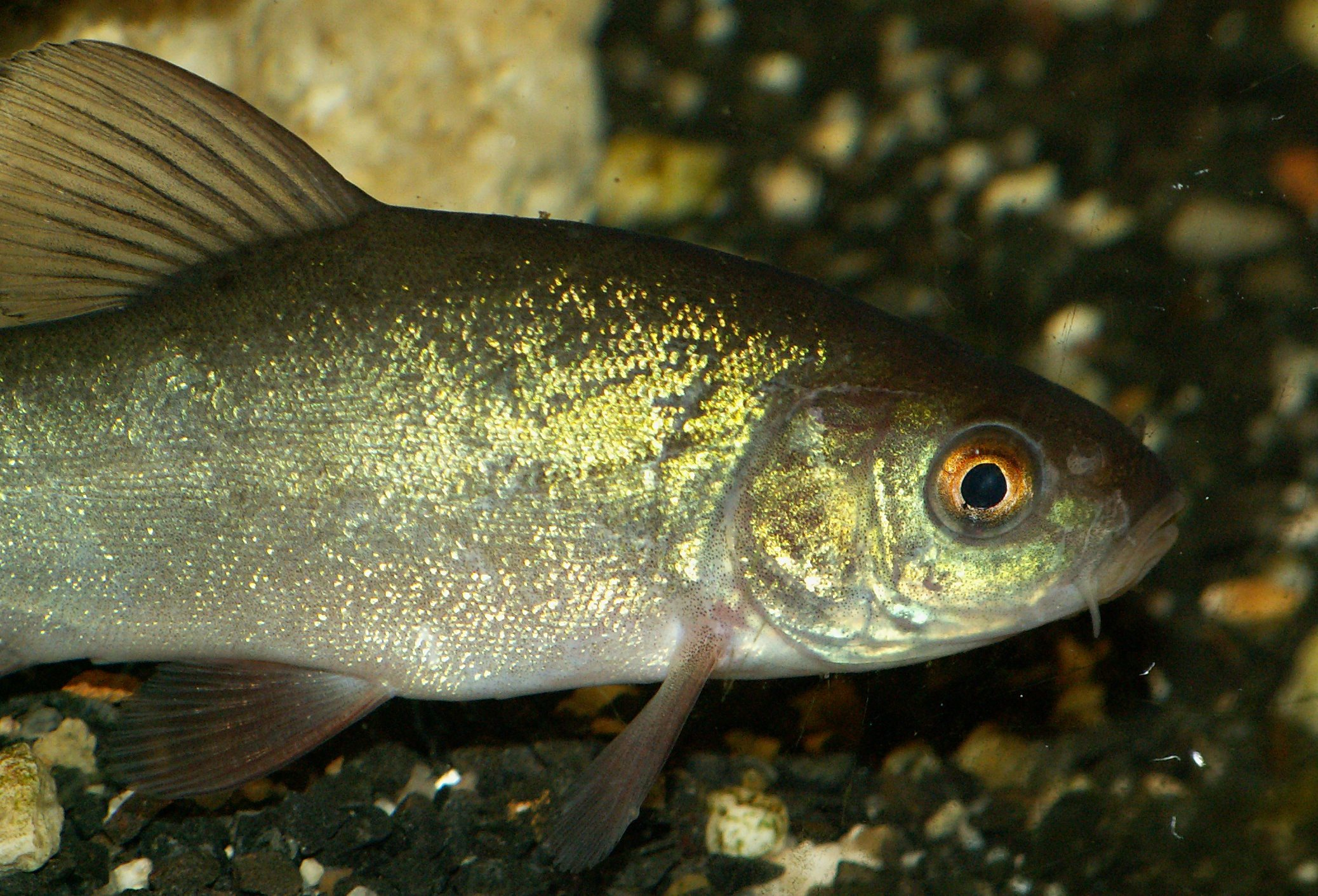
Tenca (Tinca tinca)

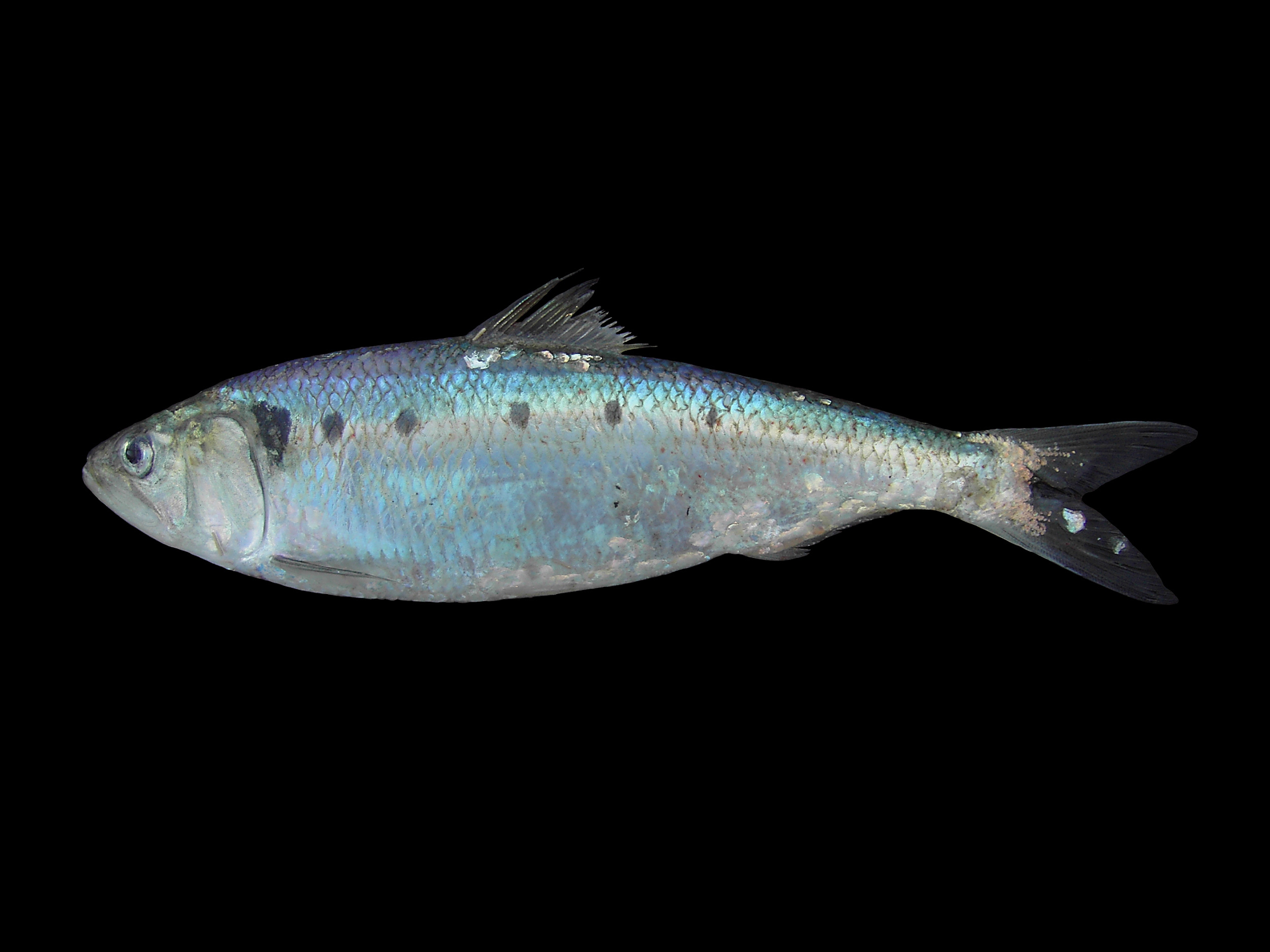
Alosa fallax

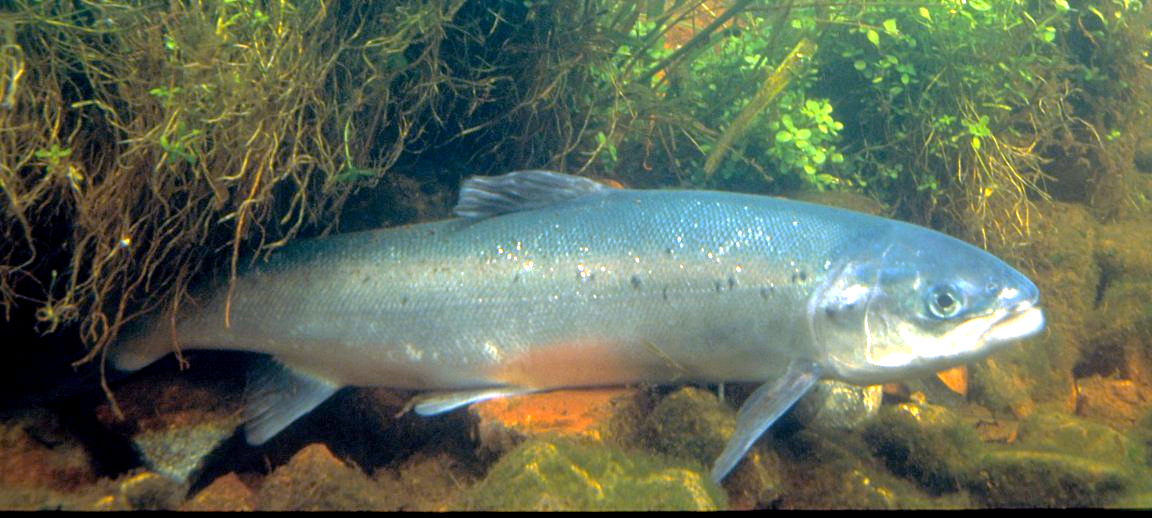
Salmó europeu (Salmo salar)

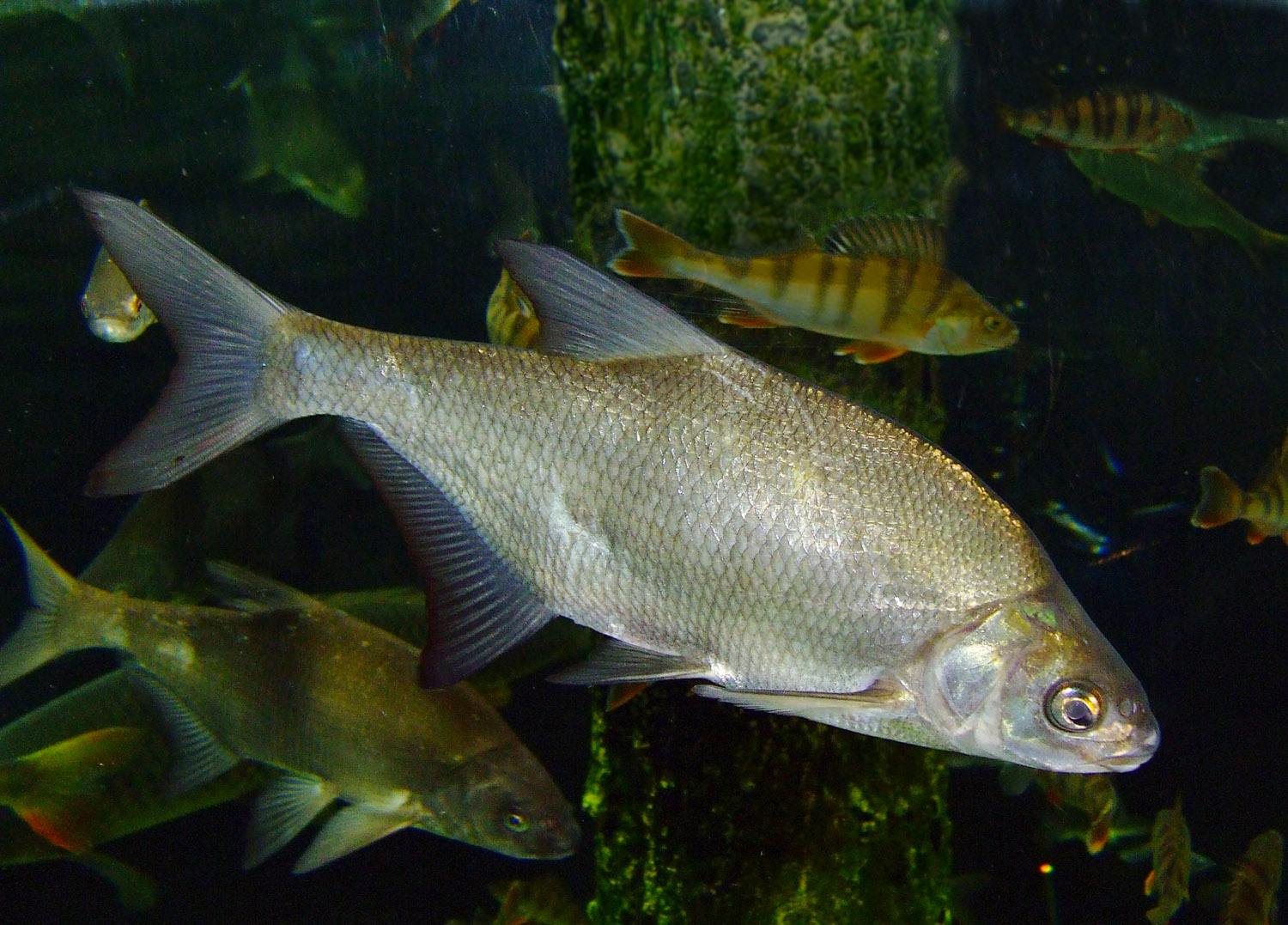
Brema (Abramis brama)

Aquesta llista de peixos del riu Òder inclou 56 espècies de peixos que es poden trobar actualment al riu Òder ordenades per l'ordre alfabètic de llur nom científic.

## A
- Abramis brama
- Alburnoides bipunctatus
- Alburnus alburnus
- Alosa alosa
- Alosa fallax
- Ameiurus nebulosus
- Anguilla anguilla

## B
- Ballerus ballerus
- Barbatula barbatula
- Barbus barbus
- Blicca bjoerkna

## C
- Carassius carassius
- Carassius gibelio
- Chondrostoma nasus
- Cobitis taenia
- Coregonus albula
- Coregonus maraena
- Cottus microstomus
- Cottus poecilopus

## E
- Esox lucius
- Eudontomyzon mariae

## G
- Gasterosteus aculeatus
- Gobio gobio
- Gobio obtusirostris
- Gymnocephalus cernua

## L
- Lampetra fluviatilis
- Lampetra planeri
- Leucaspius delineatus
- Leuciscus aspius
- Leuciscus idus
- Leuciscus leuciscus
- Lota lota

## M
- Misgurnus fossilis

## O
- Oncorhynchus mykiss
- Osmerus eperlanus

## P
- Perca fluviatilis
- Petromyzon marinus
- Phoxinus phoxinus
- Platichthys flesus
- Pungitius pungitius

## R
- Rhodeus amarus
- Rhodeus sericeus
- Rhynchocypris percnurus
- Romanogobio belingi
- Rutilus rutilus

## S
- Sabanejewia aurata[1]
- Sabanejewia baltica
- Salmo salar
- Salmo trutta
- Sander lucioperca
- Scardinius erythrophthalmus
- Silurus glanis
- Squalius cephalus

## T
- Thymallus thymallus
- Tinca tinca

## V
- Vimba vimba[2]